# Torneio Internacional Cidade de São Paulo de 2009
O Torneio Internacional Cidade de São Paulo de Futebol Feminino de 2009 foi a primeira edição da competição de seleções nacionais de futebol feminino.
O torneio contou com as seleções do Brasil, Chile, China, México e foi disputada entre 9 e 20 de dezembro.
O Brasil conquistou o título do torneio com aproveitamento de 100% (4 vitórias em 4 jogos) após vencer o México por 5 a 2 na decisão realizada no Estádio do Pacaembu em São Paulo.

## Regulamento
Na primeira fase, as equipes jogaram entre si, dentro do grupo em turno único, classificando-se para a próxima fase as duas equipes com o maior número de pontos ganhos no respectivo grupo.
Na fase final, a primeira e a segunda colocada do grupo jogaram uma partida única, sagrando-se campeã a equipe com o maior número de pontos ganhos, considerando-se os resultados obtidos exclusivamente nesta fase.
A terceira e a quarta colocadas do grupo jogaram em partida única, sagrando-se terceira colocada do torneio a equipe com o maior número de pontos ganhos, considerando-se os resultados obtidos exclusivamente nesta fase.

### Critérios de desempate
Caso ocorresse igualdade em pontos ganhos entre duas equipes, seriam aplicados sucessivamente os seguintes critérios técnicos de desempate:
1. Maior número de vitórias
2. Maior saldo de gols
3. Maior número de gols marcados
4. Menor número de cartões vermelhos
5. Menor número de cartões amarelos
6. Sorteio público

## Equipes participantes
| Equipe | Confederação | Títulos |
| ------ | ------------ | ------- |
| Brasil | CONMEBOL     | —       |
| Chile  | CONMEBOL     | —       |
| China  | AFC          | —       |
| México | CONCACAF     | —       |

## Primeira fase
| Pos. | Time   | Pts | J | V | E | D | GP | GC | SG |
| ---- | ------ | --- | - | - | - | - | -- | -- | -- |
| 1    | Brasil | 9   | 3 | 3 | 0 | 0 | 9  | 3  | 6  |
| 2    | México | 3   | 3 | 1 | 0 | 2 | 8  | 6  | 2  |
| 3    | China  | 3   | 3 | 1 | 0 | 2 | 3  | 4  | -1 |
| 4    | Chile  | 3   | 3 | 1 | 0 | 2 | 2  | 9  | -7 |

### Rodada 1
| 9 de dezembro | China                                  | 3 – 0     | México | Estádio do Pacaembu, São Paulo                 |
| 19:30         | Liu Sa 12' · Han Duan 37' · Ma Jun 76' | Relatório |        | Árbitro: SP Marcelo Aparecido Ribeiro de Souza |

| 9 de dezembro | Brasil                         | 3 – 1     | Chile              | Estádio do Pacaembu, São Paulo      |
| 21:50         | Cristiane 32', 76' · Marta 37' | Relatório | Daniela Moreno 65' | Árbitro: SP Luis Flávio de Oliveira |

### Rodada 2
| 13 de dezembro | China | 0 – 1     | Chile                | Estádio do Pacaembu, São Paulo    |
| 15:30          |       | Relatório | Daniela Mancilla 17' | Árbitro: SP Thiago Duarte Peixoto |

| 13 de dezembro | Brasil                              | 3 – 2     | México                               | Estádio do Pacaembu, São Paulo    |
| 18:00          | Marta 3' · Érika 6' · Cristiane 68' | Relatório | Monica Ocampo 29' · Dinora Garza 72' | Árbitro: SP Robério Pereira Pires |

### Rodada 3
| 16 de dezembro | Chile | 0 – 6     | México                                                                               | Estádio do Pacaembu, São Paulo    |
| 19:30          |       | Relatório | Marilyn Diaz 4' · Renae Cuellar 16', 56' · Lupita Guadalupe 24', 28' · Iris Mora 89' | Árbitro: SP Edilar Maria Ferreira |

| 16 de dezembro | Brasil                     | 3 – 0     | China | Estádio do Pacaembu, São Paulo |
| 21:50          | Marta 42', 88' · Grazi 75' | Relatório |       | Árbitro: SP Philippe Lombard   |

## Fase final

### Disputa terceiro lugar
| 20 de dezembro | China              | 2 – 0     | Chile | Estádio do Pacaembu, São Paulo    |
| 13:30          | Ma Xiaoxu 22', 77' | Relatório |       | Árbitro: SP Edilar Maria Ferreira |

### Final
| 20 de dezembro | Brasil                                                             | 5 – 2     | México                               | Estádio do Pacaembu, São Paulo |
| 16:00          | Aline Pellegrino 22' · Marta 34', 73' · Alina 54' (g.c), 59' (g.c) | Relatório | Dinora Garza 11' · Nayeli Rangel 70' | Árbitro: SP Sálvio Spinola     |

## Premiação
| Torneio Internacional Cidade de São Paulo de Futebol Feminino de 2009 |
| Brasil                                                                |
| --------------------------------------------------------------------- |
| BRASIL Campeã (1º título)                                             |

## Artilharia
| Gols | Jogadora         |
| ---- | ---------------- |
| 7    | Marta            |
| 3    | Cristiane        |
| 2    | Dinora Garza     |
| 2    | Érika            |
| 2    | Lupita Guadalupe |
| 2    | Ma Xiaoxu        |
| 2    | Renae Cuellar    |